# Oscar Guo
Oscar Guo (30 ottobre 2000) è un giocatore di badminton neozelandese.

## Palmarès
- Campionati oceaniani

Hamilton 2018: bronzo nel torneo individuale e nel doppio maschile.
Melbourne 2019: oro nel torneo individuale.
Melbourne 2022: bronzo nel torneo individuale.